# Argopus bicolor
Argopus bicolor là một loài bọ cánh cứng trong họ Chrysomelidae. Loài này được Fischer von Waldheim miêu tả khoa học năm 1824.